# Labello
| Labello finns i många smaker/dofter och för olika typer av läppar. |  | Labello finns i många smaker/dofter och för olika typer av läppar. |
| Labello finns i många smaker/dofter och för olika typer av läppar. |  |                                                                    |

Labello är ett varumärke för läppbalsam som distribueras internationellt av Beiersdorf AG. Produkten är mjukgörande och används för att motverka och lindra torra läppar. Labello lanserades 1909. Namnet Labello kommer från latinets "labium" (läpp) och "bellus" (vacker). Labello utvecklades av Oscar Troplowitz vid Beiersdorf.